# Xã New London, Quận Chester, Pennsylvania
Xã New London (tiếng Anh: New London Township) là một xã thuộc quận Chester, tiểu bang Pennsylvania, Hoa Kỳ. Năm 2010, dân số của xã này là 5.631 người.